# Canal de Santa Chiara
Pour les articles homonymes, voir Santa Chiara.

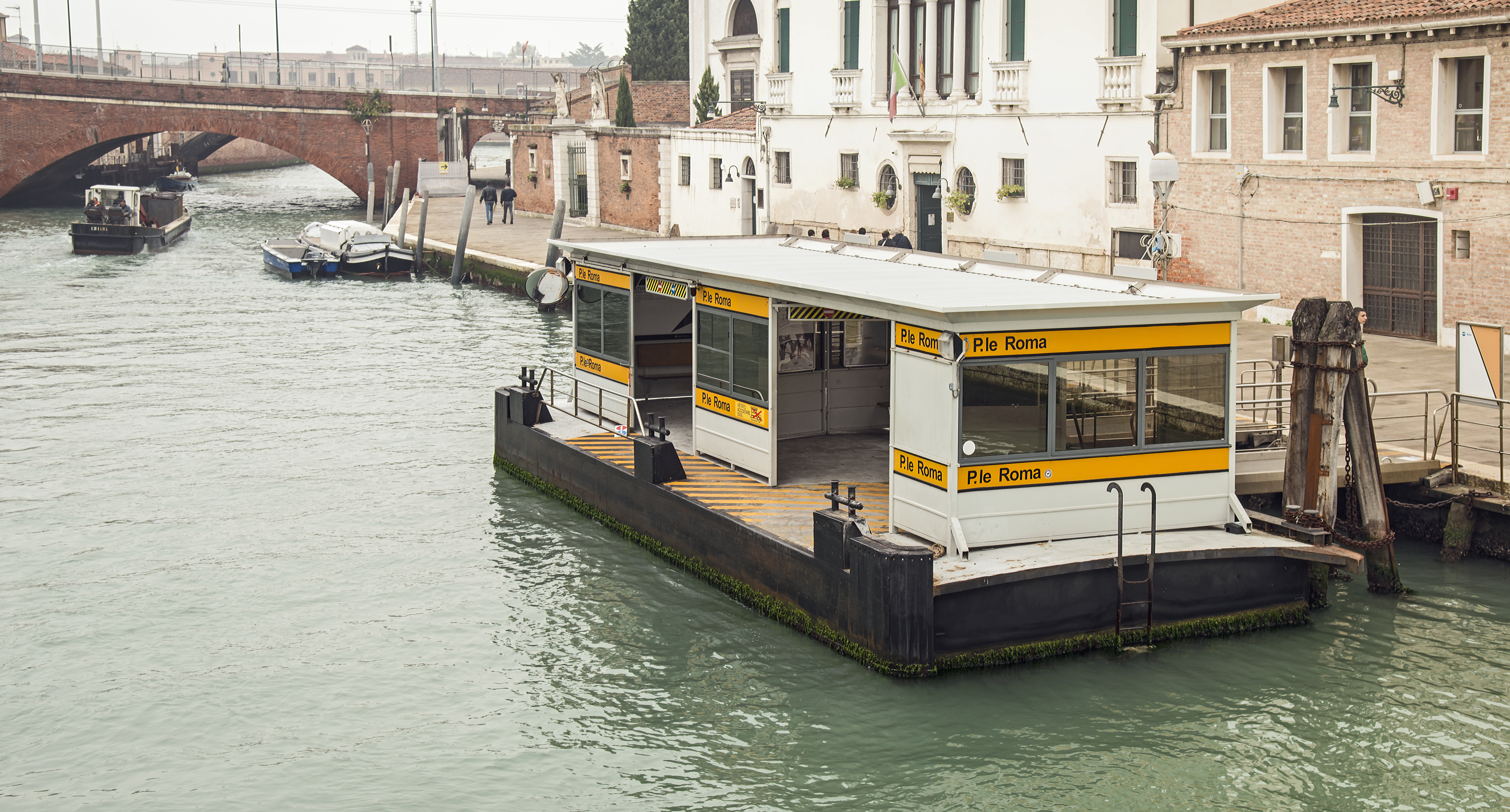
L'arret du Vaporetto et le pont de la Liberté.

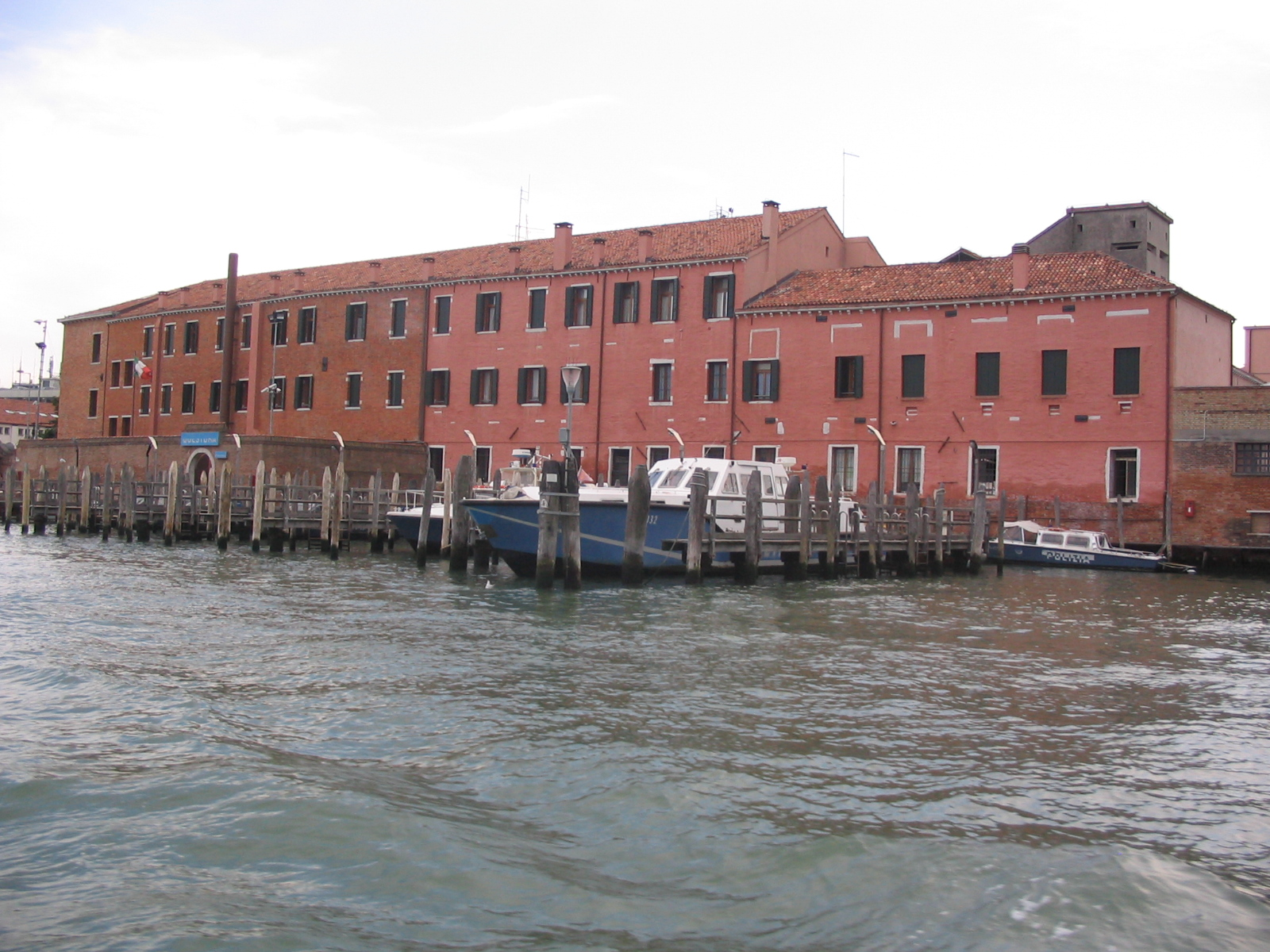
Bureau de police principal sur le canal de Santa Chiara

Le canal de Santa Chiara (canal de Sante-Claire) est un canal de Venise dans le sestiere de Santa Croce. Au sud, il est prolongé dans le canal de la Scomenzera, situé au-delà de la confluence avec le rio di Santa Marta.

## Description
Ce canal de formation récente est de grande importance : le canal de Santa Chiara a une longueur de 335 mètres, tandis que le canal de la Scomenzera est long de 783 mètres; en tout ils font donc plus d'un km. Ils raccordent le Grand Canal près de Piazzale Roma, vers le sud-ouest au Canal de la Giudecca.

## Toponymie

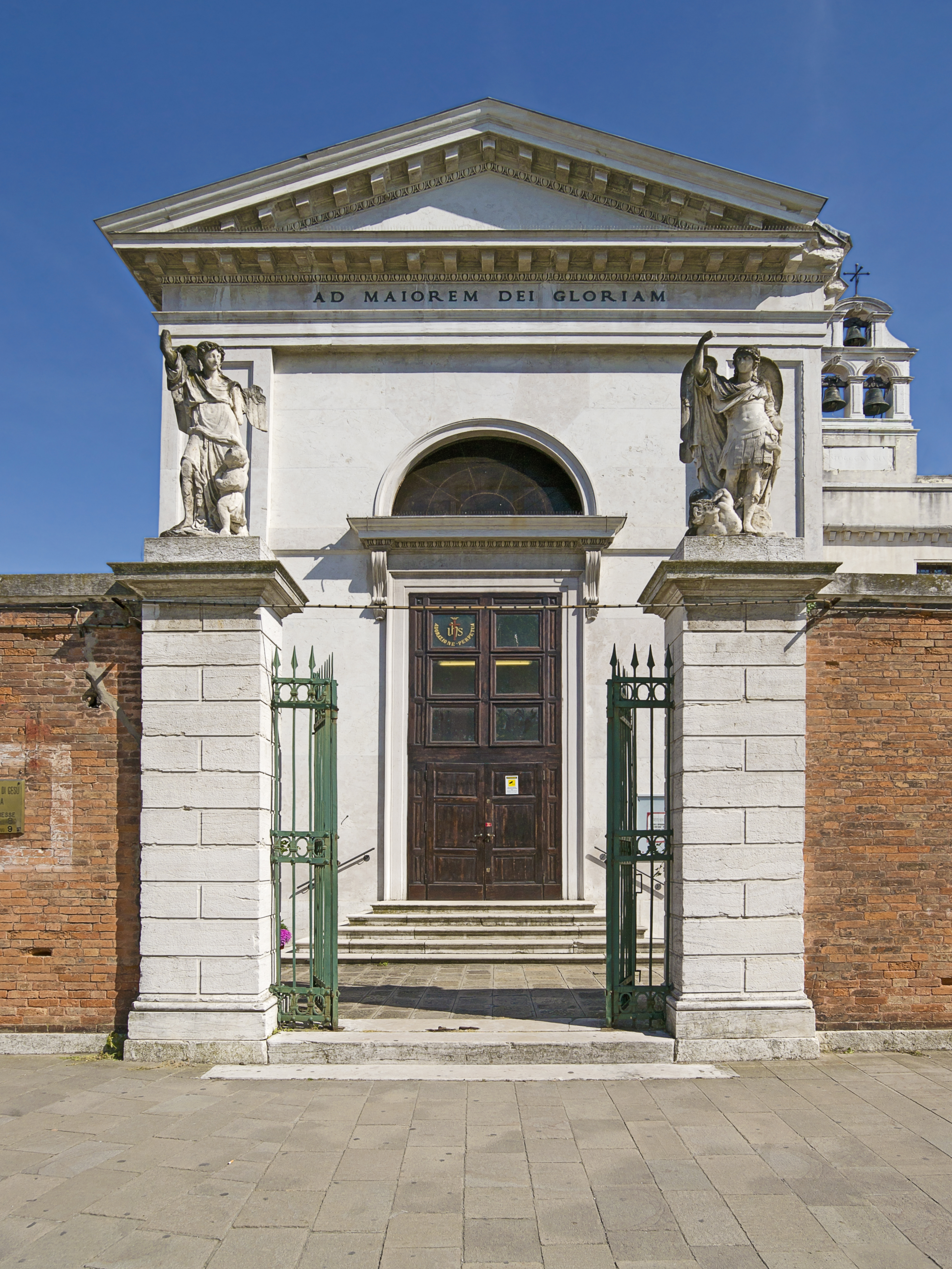
Église del Nome di Gesù Santa Chiara

Il tire son nom de l'église Santa Chiara fut fondée sur l'île homonyme vers 1236 par Giovanni Badoer. 
À la suite d'un incendie au XVIe siècle, elle fut reconstruite complètement.
Scomenzera signifie canal creusé par l'homme.

## Situation
Le canal sépare l'île de la Piazzale Roma de celle occupée par la gare maritime et l'ancienne filature de coton, maintenant siège des deux universités vénitiennes atteint le Grand Canal dans sa partie terminale après avoir été traversé par le pont de la Liberté, liaison entre Venise et la terre ferme.

## Ponts
Ce rio est traversé par deux ponts (du nord au sud), dont :
- le pont privé de la Questura ;
- le pont de la Liberté ;
- le pont du People-mover de Venise.

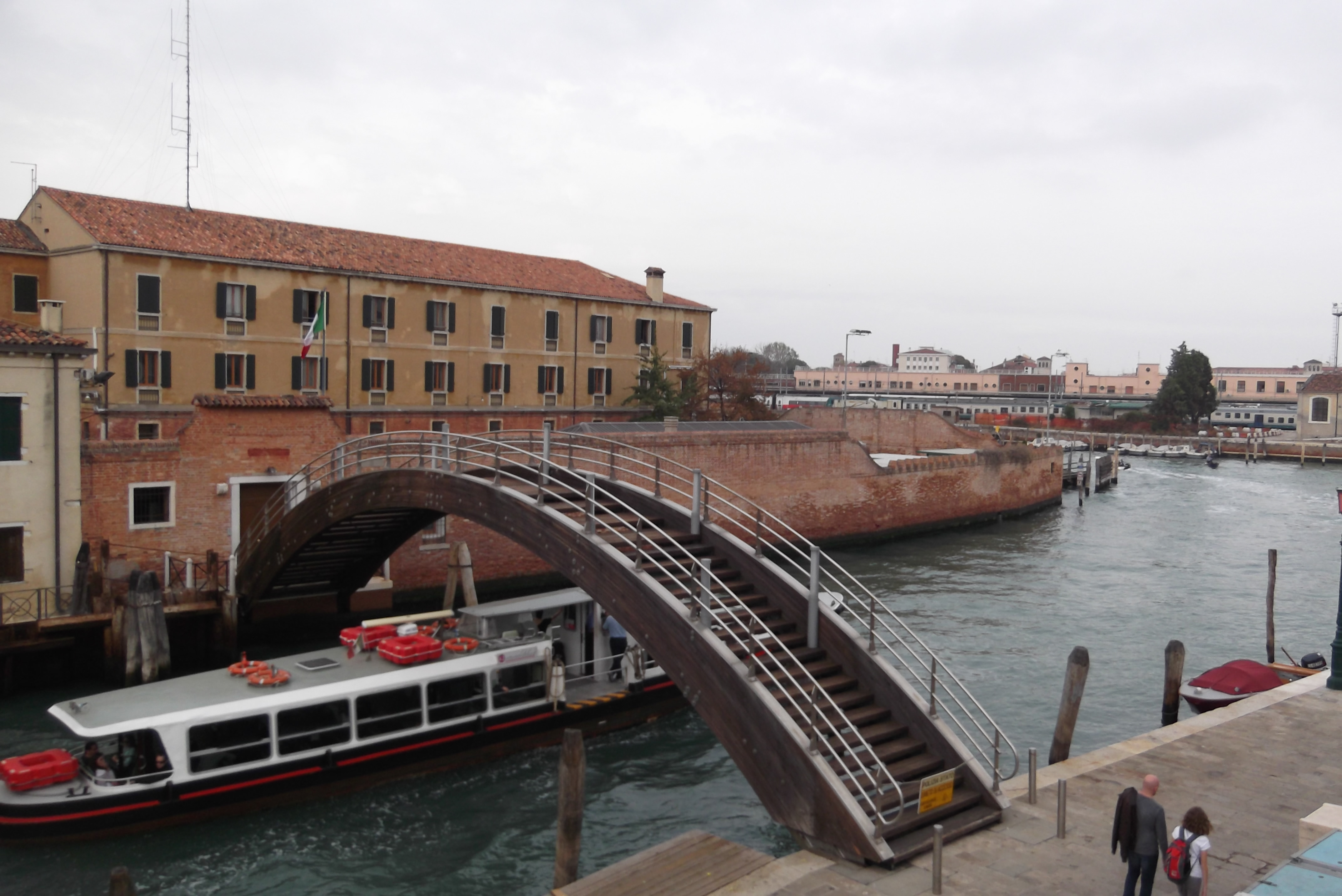
pont privé de la Questura
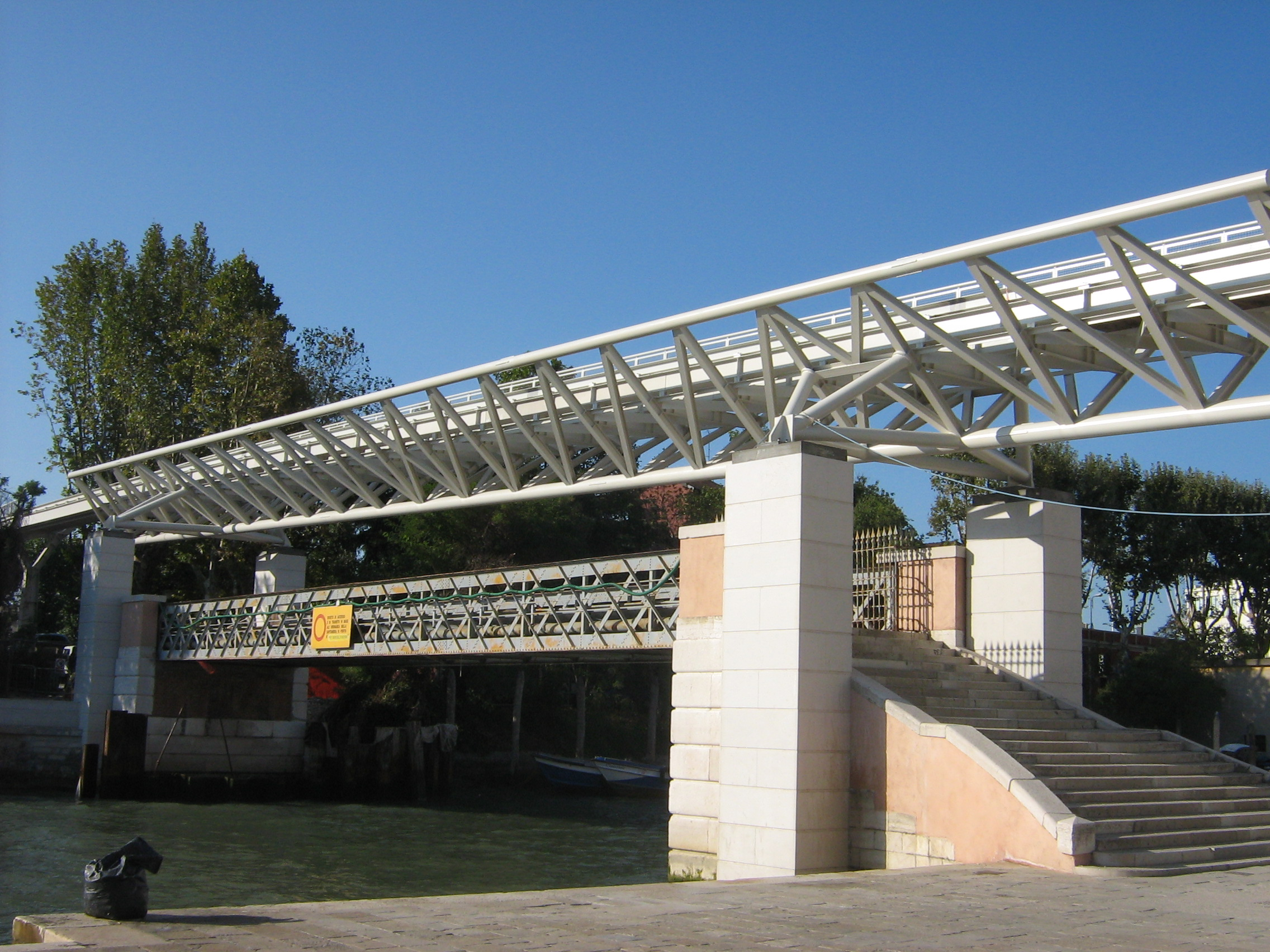
Le pont du people-mover

## Dans la peinture
Canaletto le représente en 1722-1723, regardant au nord vers la lagune. Cette toile est conservée dans la Royal Collection à Hampton Court. Celle vers le sud-est, vers 1730 est au Musée Cognacq-Jay à Paris.

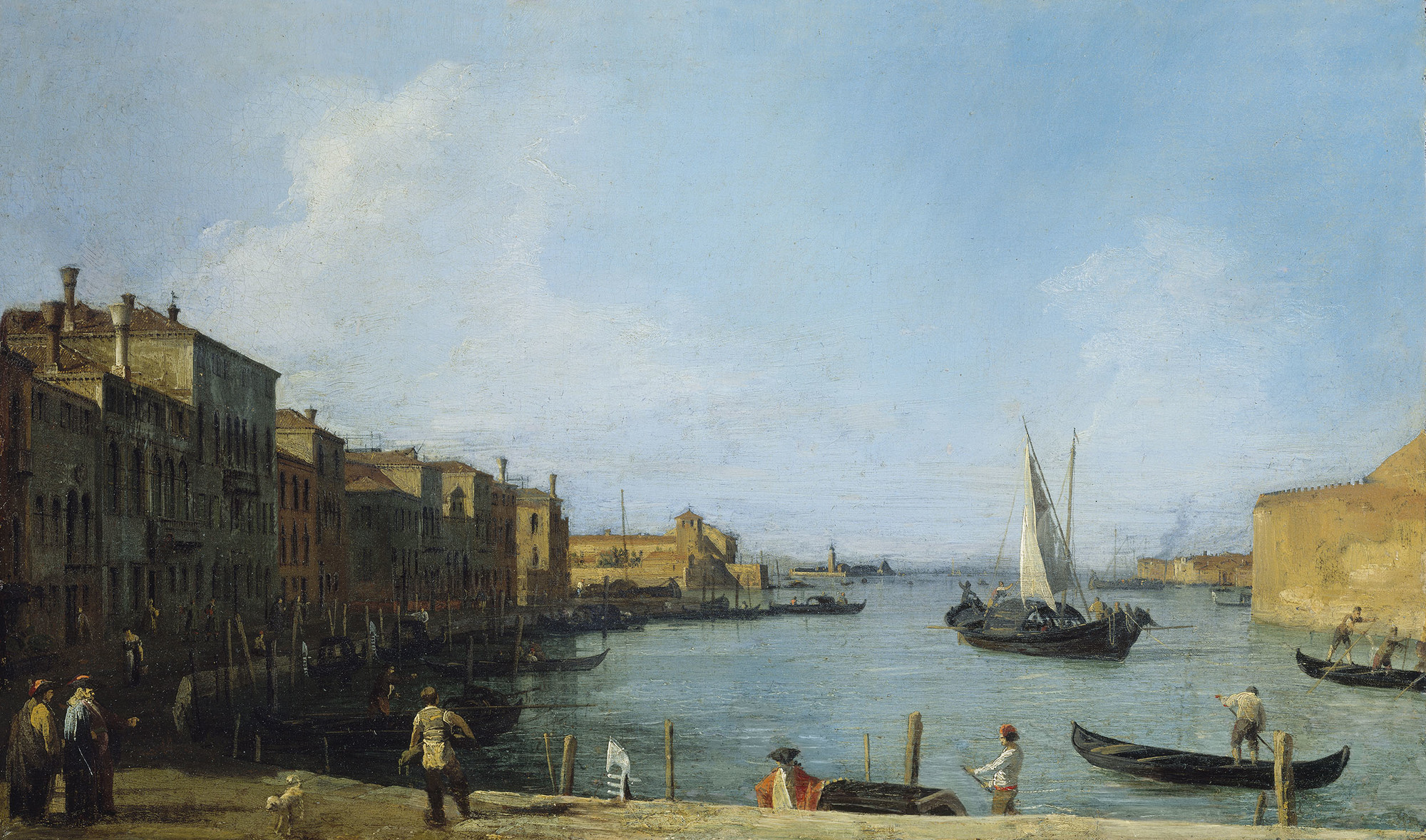
Canaletto, 1722-1723 vers la lagune, Royal Collection
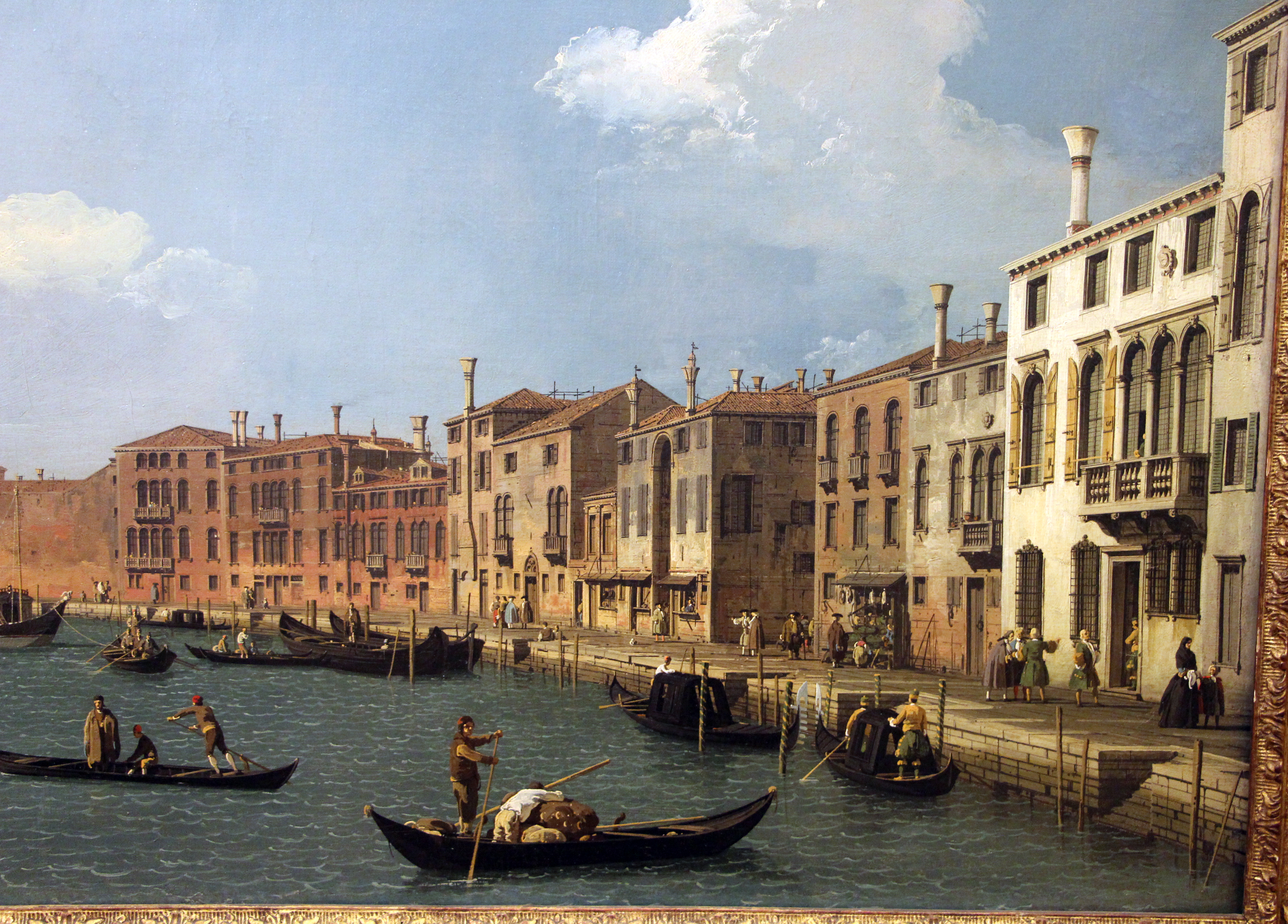
Canaletto, vers 1730 vers le sud-est, Musée Cognacq-Jay